# Maurice Bloch
Maurice Bloch (Caen, 1939) è un antropologo francese naturalizzato britannico, che si occupa principalmente di antropologia cognitiva, educazione, ideologie. Ha condotto ricerche prevalentemente sull'area del Madagascar.

## Biografia
Nato nel 1939, attualmente insegna antropologia alla London School of Economic and Political Sciences. Ha lavorato in particolar modo presso i Merina del Madagascar (già studiati da Andre Itenau, fra gli altri).
In un suo lavoro del 1986 propone la sua particolare teoria del rituale poi sviluppata, dove suggerisce il meccanismo della violenza di ritorno come un sistema simbolico presente alla base di una vasta gamma (se non della totalità) di rituali.

## Opere (parziale)
- (EN)  From Blessing to Violence: History and Ideology in the Circumcision Ritual of the Merina, 1986
- (EN)  Ritual History and Power, 1988
- (EN)  (con Jonathan Parry) Money and the Morality of Exchange, 1989
- (EN)  (con Jonathan Parry) Death and Regeneration of Life, 2001
- (EN)  How we think they think: Anthropological Approaches to Cognition, Memory and Literacy, 2001
- (EN)  Marxist Analyses and Social Anthropology, 2004
- (EN) The Resurrection of the House among the Zafymariny of Madagascar, 1995

In italiano:
- La consumazione dei giovani presso gli Zafimaniry del Madagascar in Sulla Violenza, Meltemi, 1997
- Linguaggio, antropologia e scienze cognitive in L'antropologia culturale oggi, Meltemi, 2000
- Da Preda a Cacciatore. La politica dell'esperienza religiosa, Raffaello Cortina Editore, 2005